# Consumo di suolo
Il consumo di suolo, sebbene ad oggi non ne esista una definizione unica, "in generale può essere definito come quel processo antropogenico che prevede la progressiva trasformazione di superfici naturali o agricole mediante la realizzazione di costruzioni ed infrastrutture, e dove si presuppone che il ripristino dello stato ambientale preesistente sia molto difficile, se non impossibile, a causa dello stravolgimento della matrice terra.

## Definizioni
L'ISPRA definisce il consumo di suolo come una variazione da una copertura non artificiale (suolo non consumato) a una copertura artificiale del suolo (suolo consumato).
Per copertura del suolo (Land Cover) si intende la copertura biofisica della superficie terrestre, comprese le superfici artificiali, le zone agricole, i boschi e le foreste, le aree seminaturali, le zone umide, i corpi idrici, come definita dalla direttiva 2007/2/CE. L’impermeabilizzazione del suolo, ovvero la copertura permanente con materiali artificiali (quali asfalto o calcestruzzo) per la costruzione, ad esempio, di edifici e strade, costituisce la forma più evidente e più diffusa di copertura artificiale. Le altre forme di copertura artificiale del suolo vanno dalla perdita totale della “risorsa suolo” attraverso l’asportazione per escavazione (comprese le attività estrattive a cielo aperto), alla perdita parziale, più o meno rimediabile, della funzionalità della risorsa a causa di fenomeni quali la compattazione dovuta alla presenza di impianti industriali, infrastrutture, manufatti, depositi permanenti di materiale o passaggio di mezzi di trasporto.
L'uso del suolo (Land Use) è, invece, un riflesso delle interazioni tra l’uomo e la copertura del suolo e costituisce quindi una descrizione di come il suolo venga impiegato in attività antropiche. La direttiva 2007/2/CE lo definisce come una classificazione del territorio in base alla dimensione funzionale o alla destinazione socioeconomica presenti e programmate per il futuro (ad esempio: residenziale, industriale, commerciale, agricolo, silvicolo, ricreativo).
Il tema del consumo di suolo è legato in particolare alla diffusione urbana. La rappresentazione più tipica del consumo di suolo è data dal crescente insieme di aree coperte da costruzioni, infrastrutture, aree estrattive, discariche, cantieri, cortili, piazzali e altre aree pavimentate o in terra battuta, serre pavimentate e altre coperture permanenti, aeroporti e porti, aree e campi sportivi impermeabili, pannelli fotovoltaici e tutte le altre aree impermeabilizzate. Tale definizione si estende anche in ambiti non necessariamente urbani, e quindi rurali e naturali ma esclude, invece, le aree aperte naturali e seminaturali in ambito urbano e peri-urbano.
La Commissione Europea ha chiarito, ad esempio, che anche la densificazione urbana deve essere considerata consumo di suolo:
"Land take […] describes an increase of settlement areas over time. This process includes the development of scattered settlements in rural areas, the expansion of urban areas around an urban nucleus […], and the conversion of land within an urban area (densiﬁcation)."
Il consumo di suolo netto è valutato attraverso il bilancio tra il consumo di suolo e l’aumento di superfici agricole, naturali e seminaturali dovuto a interventi di recupero, demolizione, de-impermeabilizzazione, rinaturalizzazione o altro. 
In un altro documento della Commissione Europea, si chiarisce che l’azzeramento del consumo di suolo netto significa innanzitutto evitare l’impermeabilizzazione di aree agricole e di aree aperte e, per la componente residua non evitabile, assicurare il ripristino di aree già consumate che devono tornare a fornire i servizi ecosistemici forniti da suoli naturali.

## Aspetti storici
La trasformazione del paesaggio italiano, dal dopoguerra ad oggi, ha subito diverse accelerazioni per il sovrapporsi di diverse spinte: dalla ricostruzione post-bellica, al boom demografico, alla grande infrastrutturazione del Paese, alle ondate immigratorie, alla crescita delle famiglie mononucleari: la sovrapposizione di questi fenomeni ha avuto un ruolo rilevante nell'aumentare la domanda di superfici atte a realizzarvi abitazioni, fabbriche, autostrade, parcheggi, fabbricati ad uso produttivo, terziario e commerciale.
Anche la motorizzazione di massa ha giocato un ruolo determinante, ponendo le basi per l'inedito fenomeno di dispersione insediativa, legato alla possibilità di scegliere luoghi diversi e distanti dove risiedere rispetto ai luoghi di lavoro, di divertimento e di commercio (European Environment Agency, Urban Sprawl in Europe - the ignored challenge, EEA report n. 10/2006).
Specularmente, lo svuotamento della funzione abitativa della città, con il suo allontanamento dai centri urbani, è stato l'esito di una spinta speculativa giocata sul differenziale di valore dei suoli.
Negli ultimi decenni non solo le funzioni abitative, ma anche quelle produttive e terziarie hanno conosciuto un progressivo processo di espulsione, dai centri e dalle periferie cittadine verso fasce sempre più esterne, lasciano dietro di sé crescenti vuoti urbani e generando una domanda di mobilità che rende più problematico la razionalità di qualsiasi schema di trasporto pubblico di massa.

## Il tema del consumo di suolo nel panorama comunitario
Da diversi anni, l'Unione Europea ha posto l'attenzione sui fenomeni di diffusione delle aree urbane, il cosiddetto urban sprawl, come testimoniano i due rapporti elaborati dal Joint Research Centre e dall'Agenzia Europea per l'Ambiente (EEA) nel 2002 e nel 2006. In particolare, i due rapporti evidenziano lo scollamento tra crescita della popolazione e crescita dell'urbanizzazione.
Nel 2002 la Commissione Europea ha prodotto un primo documento, la Comunicazione COM (2002) 179 dal titolo “Verso una strategia tematica per la protezione del suolo” e nel settembre 2006 ha proposto una nuova Direttiva del Parlamento europeo e del Consiglio, che avrebbe dovuto definire il quadro complessivo per la protezione del suolo e adottare la Strategia tematica per la protezione e l’uso sostenibile del suolo. Tale strategia ha posto l’accento sulla prevenzione da un ulteriore degrado del suolo e sul mantenimento delle sue funzioni, sottolineando la necessità di attuare buone pratiche per ridurre gli effetti negativi del consumo di suolo e, in particolare, della sua forma più evidente e irreversibile: l'impermeabilizzazione
Tale attenzione è approdata, con la Tabella di marcia per un'Europa efficiente nell'impiego delle risorse del 2011, alla definizione dell'obiettivo dell'arresto del consumo del suolo entro l'anno 2050.
Obiettivo rafforzato in seguito con l'approvazione del Settimo Programma di Azione Ambientale, denominato “Vivere bene entro i limiti del nostro pianeta”, che ha riproposto l’obiettivo precedente, richiedendo inoltre che, entro il 2020, le politiche dell’Unione tenessero conto dei loro impatti diretti e indiretti sull’uso del territorio.
Peraltro, la Commissione aveva già ritenuto utile indicare le priorità di azione e le linee guida da seguire per raggiungere l’obiettivo dell’occupazione netta di terreno pari a zero entro il 2050 e ha pubblicato nel 2012 le linee guida per limitare, mitigare e compensare l’impermeabilizzazione del suolo. L’approccio proposto è quello di mettere in campo politiche e azioni finalizzate, nell’ordine, a limitare, mitigare e compensare l’impermeabilizzazione del suolo, da definire dettagliatamente negli Stati membri e da attuare a livello nazionale, regionale e locale. In altri termini, gli Stati membri dovranno, prioritariamente, assicurare la limitazione dell’impermeabilizzazione attraverso la riduzione del tasso di conversione e di trasformazione del territorio agricolo e naturale e il riuso delle aree già urbanizzate, con la definizione di target realistici al consumo di suolo a livello nazionale e regionale e di linee di azione come la concentrazione del nuovo sviluppo urbano nelle aree già insediate. Solo quando la perdita di suolo è inevitabile, potranno essere previste misure di mitigazione, volte al mantenimento delle principali funzioni del suolo e alla riduzione degli effetti negativi sull’ambiente del soil sealing. Infine, tutti gli interventi inevitabili di nuova impermeabilizzazione del suolo dovranno essere compensati, ad esempio, con una riqualificazione di terreni già impermeabilizzati oppure, come ultima possibilità, sotto forma di corrispettivi economici, purché vincolati per l’utilizzo in azioni di protezione del suolo.
Sebbene nel maggio 2014 la Commissione abbia ritirato la proposta della Direttiva Quadro sul suolo del 2006, che avrebbe trasformato la Strategia tematica per la protezione del suolo in norme vincolanti per gli Stati Membri, la stessa Commissione ha poi dichiarato di voler mantenere il proprio impegno sulla questione, valutando le diverse opzioni possibili e, intanto, delegando al Settimo Programma di Azione Ambientale le sfide da affrontare per il perseguimento degli obiettivi sulla protezione del suolo.

## La critica al consumo di suolo
Uno spazio urbano meno presidiato e un territorio rurale "suburbanizzato" è quanto avvenuto in tutto il mondo economicamente avanzato, in Europa come nel Nord America, dove esiste un vasto movimento di critica radicale all'espansione del cosiddetto sprawl. Secondo questo movimento la crescita estensiva dell'urbanizzazione corrisponde ad una opzione di sviluppo intrinsecamente inefficiente ed energivora, socialmente instabile, consumatrice di risorse ambientali ed in primo luogo della risorsa suolo.
La critica al consumo (cattivo uso) del suolo è connaturata alla storia del movimento ambientalista. Essa si è affermata come reazione identitaria al degrado paesaggistico ("Il paesaggio è la rappresentazione materiale e visibile della Patria", Benedetto Croce, 1920), alla perdita di scenari e ambientazioni che da sempre connotano l'identità del popolo italiano, all'erosione di spazi altrimenti riservati all'espressione della produzione naturale di fauna e flora.
È opportuno tenere in considerazione la complessità di funzioni ambientali che il suolo svolge, l'artificializzazione dei suoli ha almeno quattro grandi effetti negativi, o esternalità, a carico della società e dell'ambiente:
- frammentazione del paesaggio e delle connessioni ecologiche con conseguenze su flora/fauna, ecosistemi, assetto idrogeologico;
- danneggiamento in senso socio-culturale, poiché il paesaggio è anche percezione umana ed identità culturale[18];
- depauperamento della qualità sociale dal momento che questa forte frammentazione porta sovente alla creazione di aree isolate/emarginate;
- aumento dei costi di urbanizzazione e fornitura dei servizi. Secondo un recente studio americano volto a stimare i costi dell'urban sprawl, le aree a crescita incontrollata rispetto a quelle a crescita pianificata portano a costi economici di realizzazione, e di fornitura dei servizi significativamente maggiori[19].

Emerge un intimo rapporto fra il tema del consumo di suolo e quello dello urban sprawl. Infatti non è sufficiente considerare solo la perdita di superfici naturali od agricole ma anche la distribuzione nella matrice paesaggistica delle costruzioni ovvero la sua componente spaziale. Ad oggi nelle grandi città così come nelle aree rurali, non di rado si evidenziano situazioni con una forte frammentazione dell'edificato e dove pertanto anche se il consumo fisico del suolo può non apparire in termini di superficie allarmante, è comunque la sua configurazione a determinare uno scadimento generale della connettività ecologica, della qualità paesaggistica (in senso culturale) e la generale compromissione delle funzionalità dei suoli.

## Servizi ecosistemici del suolo
Il suolo nella sua accezione pedologica inteso non solo come mera superficie esteriore ma come terreno con spessore vitale composto da elementi minerali, organici e una ricca biodiversità, svolge alcune funzioni fondamentali:
- funzione produttiva primaria, correlata alla produzione di biomassa vegetale e di materie prime agroalimentari
- funzione di regolazione idrica, con il riferimento al ciclo dell'acqua, all'azione di fitodepurazione e all'assorbimento e stoccaggio dell'acqua piovana e della conseguente sicurezza idrogeologica
- funzione di regolazione dei cicli degli elementi fondamentali per la vita (azoto, fosforo, zolfo,carbonio) degradazione del materiale organico morto e di assorbimento delle sostanze tossiche e inquinanti
- funzione di conservazione della biodiversità intrinseca (gli organismi del suolo rappresentano un quarto della biodiversità mondiale) e secondaria (la produttività biologica dell'ecosistema)
- funzione strategica connessa alla riserva di superfici atte a far fronte a bisogni e aspettative di benessere delle future generazioni, nonché ad assicurare la sovranità alimentare
- funzione di regolazione climatica[23], riferita in primo luogo alla funzione di serbatoio di carbonio assicurato dalla sostanza organica di suoli e vegetazioni[24][25].

## Il problema della misurazione e i dati sul consumo di suolo in Italia
Il 6 maggio 2015, l'Istituto Superiore per la Protezione e la Ricerca Ambientale (ISPRA), nell'ambito del convegno "Recuperiamo terreno. Politiche, azioni e misure per un uso sostenibile del suolo" ha pubblicato la prima cartografia nazionale del consumo di suolo come allegato all'edizione 2015 del Rapporto sul consumo di suolo in Italia, a cura dello stesso Istituto.
I dati e la cartografia sono aggiornati annualmente e pubblicati come open data. 
Fino a pochi anni prima, infatti, in Italia non era possibile accedere ad alcuna banca dati sufficientemente accurata che informasse circa il dato, attuale e retrospettivo, di consumo di suolo. Tale dato infatti non era mai stato raccolto ed elaborato con sistematicità e criteri univoci, a partire dalla definizione di cosa debba intendersi per "consumo" di suolo.
In mancanza di fonti statistiche ufficiali, vi era stato un fiorire di dati, talvolta destituiti di approccio analitico:
- APAT (2005), La realizzazione in Italia del progetto europeo Corine Land Cover 2000, Rapporto 36, Roma;
- Relazione di Vittorio Emiliani, su eddyburg.it, 29 ottobre 2007. URL consultato il 21 novembre 2022 (archiviato dall'url originale il 13 aprile 2013). Presentata al convegno, organizzato dal Comitato per la Bellezza, Paesaggio italiano aggredito: che fare?;
- 2009 l'anno del cemento, 2009, WWF,  dossier WWF sul consumo di suolo in Italia;
- Società Geografica Italiana, Rapporto annuale 2009, I paesaggi italiani tra nostalgia e trasformazione, a cura di Massimo Quaini;
- Paolo Berdini, Il Consumo di suolo in Italia: 1995-2006 (su Eddyburg.it del 19 novembre 2009);
- Un'altra casa?, 2010, Legambiente. Rapporto di Legambiente sulle trasformazioni di suolo legate agli edifici residenziali.

Negli ultimi anni l'ISPRA aveva avviato un'indagine specifica finalizzata a fornire dati e cartografie sul consumo di suolo.
I dati, che costituiscono un riferimento ufficiale, sono stati pubblicati, nel 2014, sul primo rapporto nazionale sul consumo di suolo, quindi, rivisti, aggiornati e integrati con la nuova cartografia nella seconda edizione del rapporto che rappresentea, quindi, la fonte primaria di informazioni sul consumo di suolo in Italia. Nel 2016 è stato pubblicato un nuovo aggiornamento che ha visto i contributi di soggetti esterni e che ha coinvolto il Sistema Nazionale per la Protezione dell'Ambiente (SNPA), che coinvolge ISPRA e le Agenzie per la Protezione dell'Ambiente delle Regioni e delle Province Autonome (ARPA e APPA) e che, per legge (L.132/2016), è il soggetto responsabile nazionale per il monitoraggio del consumo di suolo.
Il rapporto ISPRA riporta i dati a partire dagli anni '50 a livello nazionale, regionale e comunale e mostra che il consumo di suolo ha ormai intaccato oltre il 7% della superficie nazionale. Il consumo di suolo, inoltre, continua a crescere, pur segnando un importante rallentamento negli anni dopo il 2012. Nel 2022, tuttavia, le nuove coperture artificiali hanno riguardato altri 69,1 km2, ovvero, in media, circa 19 ettari al giorno. Un incremento che mostra un’evidente accelerazione rispetto ai dati rilevati nel recente passato, invertendo nettamente il trend di riduzione degli ultimi anni e facendo perdere al nostro Paese 2,2 metri quadrati di suolo ogni secondo. Un consumo di suolo, che continua a coprire, ininterrottamente, aree naturali e agricole con asfalto e cemento, edifici e fabbricati, servizi e strade, a causa di nuove infrastrutture, di insediamenti commerciali, produttivi e di servizio e dell’espansione di aree urbane, spesso a bassa densità.
Tabella 1 -
Stima del suolo consumato a livello nazionale, in percentuale sulla superficie
nazionale e in ettari, per anno. 
|                       | Anni ‘50 | 1989   | 1996   | 1998   | 2006   | 2012   | 2015   | 2016   | 2017   | 2018   | 2019   | 2020   | 2021   |
| Suolo consumato (%)   | 2,7%     | 5,1%   | 5,7%   | 5,8%   | 6,75%  | 6,95%  | 7,01%  | 7,03%  | 7,05%  | 7,07%  | 7,09%  | 7,11%  | 7,13%  |
| Suolo consumato (km2) | 8 100    | 15 300 | 17 100 | 17 600 | 20 332 | 20 961 | 21 128 | 21 181 | 21 238 | 21 301 | 21 364 | 21 422 | 21 485 |

(Fonte: ISPRA, 2016. Consumo di suolo, dinamiche territoriali e servizi ecosistemici - Edizione 2016 e Munafò, M. (a cura di), 2022. Consumo di suolo, dinamiche territoriali e servizi ecosistemici. Edizione 2022. Report SNPA 32/22)
Tabella 2 -
Stima del suolo consumato (%) a livello regionale e ripartizionale (2021).
| Regione               | Suolo consumato 2021 (ha) | Suolo consumato 2021 (%) |
| Piemonte              | 169.655                   | 6,68                     |
| Valle d'Aosta         | 7.001                     | 2,15                     |
| Lombardia             | 289.386                   | 12,12                    |
| Liguria               | 39.299                    | 7,25                     |
| Nord-Ovest            | 505.341                   | 8,72                     |
| Friuli-Venezia Giulia | 63.375                    | 8,00                     |
| Trentino-Alto Adige   | 41.624                    | 3,06                     |
| Emilia-Romagna        | 200.320                   | 8,90                     |
| Veneto                | 218.230                   | 11,90                    |
| Nord-Est              | 523.549                   | 8,40                     |
| Umbria                | 44.543                    | 5,27                     |
| Marche                | 64.751                    | 6,94                     |
| Toscana               | 141.827                   | 6,17                     |
| Lazio                 | 139.918                   | 8,13                     |
| Centro                | 391.039                   | 6,75                     |
| Basilicata            | 31.701                    | 3,17                     |
| Molise                | 17.414                    | 3,92                     |
| Abruzzo               | 54.210                    | 5,02                     |
| Calabria              | 76.319                    | 5,06                     |
| Puglia                | 158.695                   | 8,20                     |
| Campania              | 142.625                   | 10,49                    |
| Sud                   | 480.963                   | 6,56                     |
| Sardegna              | 80.029                    | 3,32                     |
| Sicilia               | 167.590                   | 6,52                     |
| Isole                 | 247.619                   | 4,97                     |
| ITALIA                | 2.148.512                 | 7,13                     |

(Fonte: Munafò, M. (a cura di), 2022. Consumo di suolo, dinamiche territoriali e servizi ecosistemici. Edizione 2022. Report SNPA 32/22)

## Proposte legislative contro il consumo di suolo
Per il raggiungimento degli obiettivi definiti a livello globale, comunitario e nazionale sono necessari atti normativi efficaci che possano indirizzare le politiche di governo e le azioni di trasformazione del territorio verso l’azzeramento del consumo di suolo netto entro il 2030 (Comitato Interministeriale per la Transizione Ecologica, Piano per la transizione ecologica. Delibera CITE n. 1, 8 marzo 2022). Come in Europa, tuttavia, pesa l’assenza di una Direttiva quadro sul suolo, anche in Italia il Parlamento, nonostante i tentativi, non ha ad oggi approvato una legge nazionale che abbia lo scopo di proteggere il suolo dall’uso indiscriminato e dalla sua progressiva artificializzazione.
L’urgenza per in Italia è data anche dall’aggravarsi della crisi climatica e alla luce delle particolari condizioni di fragilità e di criticità del nostro territorio, rendendo non più rinviabili la definizione e l’attuazione di politiche, norme e azioni che possano portarci rapidamente all’azzeramento del consumo di suolo e alla revisione delle previsioni degli strumenti urbanistici esistenti, spesso sovradimensionate rispetto alla domanda reale e alla capacità di carico dei territori.La necessità di procedere rapidamente è posta anche dalle necessità che sono indicate dalla recente risoluzione del Parlamento europeo e dalla nuova strategia europea per il suolo per il 2030 (Commissione Europea (2021), Strategia dell'UE per il suolo per il 2030. Suoli sani a vantaggio delle persone, degli alimenti, della natura e del clima. COM/2021/699 final).
La prima proposta di legge per la limitazione del consumo di suolo risale al 2012, quando l’allora Ministro delle politiche agricole alimentari e forestali, Mario Catania, presentò il Rapporto “Costruire il futuro: difendere l'agricoltura dalla cementificazione” e il disegno di legge “valorizzazione delle aree agricole e di contenimento del consumo di suolo”, non approvato a causa della fine anticipata della Legislatura.
La discussione in questi dieci anni ha riguardato diversi disegni di legge, tra cui quello di iniziativa governativa del 2014, approvato alla Camera il 12 maggio 2016 e poi fortemente revisionato in Senato per rispondere ad alcune criticità relative alle numerose deroghe previste, alla complessa procedura di definizione dei limiti e al fatto che non erano stabilite le percentuali di riduzione da raggiungere nel corso degli anni fino al 2050, ma anche per il mancato rilancio dell’attività edilizia verso una strategia di riqualificazione dell’esistente. Anche in questo caso, però, la fine della legislatura non consentì di arrivare all’approvazione finale.
Il 16 maggio 2022, è stato presentato un disegno di legge quadro per la protezione e la gestione sostenibile del suolo (Atto Senato n. 2614), con l’obiettivo di garantire la tutela, il risanamento e la gestione sostenibile dei suoli, di assicurare la riduzione del degrado, la prevenzione dei fenomeni di dissesto idrogeologico e la lotta alla desertificazione, anche al fine di mitigare gli effetti del cambiamento climatico e di garantire la sicurezza della filiera alimentare in un sistema complessivo di strumenti e di azioni finalizzati a disciplinare l’intera materia con un’unica legge quadro.
Il rapporto "Consumo di suolo, dinamiche territoriali e servizi ecosistemici" di ISPRA e del Sistema Nazionale per la Protezione dell'Ambiente (SNPA)", riporta alcune considerazioni generali che dovrebbero essere alla base di una legge sul consumo di suolo.
In particolare, ISPRA sostiene che, in considerazione del quadro disomogeneo delle norme regionali, delle urgenti necessità di tutela del suolo e degli impegni del nostro Paese per raggiungere gli obiettivi di azzeramento del consumo di suolo, è sempre più urgente l’approvazione di un testo che possa dare indirizzi chiari, delineando le azioni ai vari livelli e definire da subito il percorso verso lo stop al nuovo consumo di suolo con un significativo e immediato obiettivo di riduzione, sia per la componente permanente, sia per quella reversibile, vigente ai vari livelli amministrativi.
L’obiettivo nazionale è necessario per inquadrare e orientare le possibilità di trasformazione e di sviluppo del territorio e per garantire l’adeguamento, in tempi non troppo lunghi, degli strumenti urbanistici e l’adozione di tecniche di ripristino, di recupero e di de-impermeabilizzazione del suolo.
L’obiettivo di azzeramento del consumo di suolo netto, ovvero il bilancio alla pari tra il consumo di suolo e l’aumento di superfici agricole, naturali e seminaturali dovuto a interventi di recupero, demolizione, de-impermeabilizzazione, rinaturalizzazione, deve essere visto anche come un motore di rigenerazione e ridisegno del tessuto urbano e come un’opportunità per la riqualificazione edilizia, urbana e territoriale, che deve essere raggiunto attraverso la contemporanea messa in opera di tutte le azioni possibili per mettersi in linea con gli obiettivi a livello nazionale, europeo e globale.
Il testo dovrebbe evidenziare l’importanza di un monitoraggio continuo e omogeneo che in Italia, come previsto dalla L.132/2016, viene assicurato da ISPRA e dalle ARPA/APPA nell’ambito del Sistema Nazionale per la Protezione dell’Ambiente (SNPA).
Le definizioni dovrebbero essere adeguate dal punto di vista tecnico-scientifico per rendere possibile un monitoraggio in linea con gli strumenti e con gli obiettivi globali, comunitari e nazionali, assicurando univocità e omogeneità sull’intero territorio nazionale e coerenza con le attività di monitoraggio del territorio previste a livello comunitario e nazionale, a cui ISPRA e SNPA fanno riferimento, eventualmente integrando ulteriori parametri da monitorare, quali le superfici urbanizzate e urbanizzabili secondo gli strumenti urbanistici vigenti. Le definizioni proposte sono quelle utilizzate dal SNPA e ormai adottate, da diversi anni, per il monitoraggio su tutto il territorio nazionale:
a) “consumo di suolo”: variazione da una copertura non artificiale (suolo non consumato) a una copertura artificiale del suolo (suolo consumato), con la distinzione fra consumo di suolo permanente (dovuto a una copertura artificiale permanente) e consumo di suolo reversibile (dovuto a una copertura artificiale reversibile);
b) “consumo di suolo netto”: l'incremento della copertura artificiale del suolo al netto delle aree in cui è avvenuta una variazione da una copertura artificiale (suolo consumato) a una copertura non artificiale del suolo (suolo non consumato);
c) “copertura artificiale del suolo”: la presenza di una copertura biofisica artificiale del terreno di tipo permanente (edifici, fabbricati, infrastrutture pavimentate o ferrate, altre aree pavimentate o dove sia avvenuta un’impermeabilizzazione permanente del suolo) o di tipo reversibile (aree non pavimentate con rimozione della vegetazione e asportazione o compattazione del terreno dovute alla presenza di infrastrutture, cantieri, piazzali, parcheggi, cortili, campi sportivi o depositi permanenti di materiale; impianti fotovoltaici a terra; aree estrattive non rinaturalizzate; altre coperture artificiali non connesse alle attività agricole in cui la rimozione della copertura ripristini le condizioni naturali del suolo);
d) “impermeabilizzazione del suolo”: il cambiamento della natura del suolo mediante interventi di copertura artificiale permanente tali da eliminarne o ridurne la permeabilità.
Si dovrebbe, quindi, tenere in considerazione che ci sono diverse forme di consumo di suolo e, conseguentemente, diversi impatti sulla perdita di questa risorsa. Pertanto, dovrebbe essere prevista almeno la suddivisione tra consumo di suolo permanente e consumo di suolo reversibile, sempre in considerazione dello stato di fatto e non della destinazione d’uso.
Si dovrebbero limitare al massimo le deroghe, se possibile evitandole del tutto. L’inserimento di eventuali eccezioni ostacola, infatti, le attività di monitoraggio del fenomeno e potrebbe creare disomogeneità significative sul territorio, anche in considerazione del diverso stato degli strumenti di pianificazione vigenti.
Tutte le diverse tipologie di consumo di suolo dovrebbero rientrare all’interno della quantificazione e dei relativi limiti, lasciando alle amministrazioni, in caso di necessità (ad esempio, in caso di un’infrastruttura strategica di livello sovracomunale), la possibilità di una diversa ripartizione interna.
Andrebbe evitato anche l’inserimento di deroghe in una fase transitoria, che potrebbe costituire un incentivo temporaneo al consumo di suolo.
Si dovrebbero porre il “saldo zero di consumo di suolo” e, considerando i limiti dei processi di recupero, l’”azzeramento del consumo di suolo” al centro delle politiche e dei programmi di rigenerazione, come un motore per la riqualificazione edilizia, urbana e territoriale.
La rigenerazione, infatti, può funzionare solo se parallelamente si ferma il consumo e si rende così economicamente vantaggioso intervenire sull’esistente, diversamente, stenterà soprattutto nelle aree a bassa rendita fondiaria e immobiliare a meno di non favorire negativi processi di gentrificazione.
A tal fine sarà necessario intervenire anche attraverso strumenti di incentivazione e disincentivazione efficaci per Amministrazioni e privati che stimolino il recupero, la riqualificazione e la rigenerazione assicurando il mantenimento (o l’incremento) della permeabilità e della copertura non artificiale del suolo, dei servizi ecosistemici e lo sviluppo di nuove infrastrutture verdi, temi che potrebbero essere considerati anche nell’ambito della revisione del decreto interministeriale 1444/68 sugli standard urbanistici.
Negli strumenti urbanistici di livello comunale dovrà essere integrata la "gerarchia del consumo di suolo", come definita dalla nuova strategia europea per il suolo per il 2030 e dare assoluta priorità, quindi, al riutilizzo di aree già costruite e impermeabilizzate, evitando nuove costruzioni e impermeabilizzazioni su suoli vegetati o permeabili.
Si dovrebbe considerare, infine, l’opportunità di inserire un termine di decadenza delle previsioni di piano non attuate e di indirizzare i Comuni verso la revisione degli strumenti urbanistici in riduzione. La separazione tra piani strutturali e operativi, introdotta da alcune Regioni a metà degli anni '90, serviva in primis proprio a garantire la decadenza delle previsioni operative allo scadere dei cinque anni di validità dello strumento; nonostante alcuni ricorsi di privati contro la decadenza così determinata, la giurisprudenza ha sancito l'efficacia di tale dispositivo. Si potrebbe riprendere, ad esempio, l’art. 18 della Legge Regionale 11/2004 del Veneto che, al comma 7, prevede che “decorsi cinque anni dall’entrata in vigore del piano decadono le previsioni relative alle aree di trasformazione o espansione soggette a strumenti attuativi non approvati […]” e che, al comma 9, prevede che “l’approvazione del piano e delle sue varianti comporta la decadenza dei piani urbanistici attuativi (PUA) vigenti limitatamente alle parti con esso incompatibili espressamente indicate, salvo che i relativi lavori siano oggetto di convenzione urbanistica già sottoscritta ed efficace”.
- Parlamento Italiano - Disegno di legge S. 2383 - 17ª Legislatura[27]
- Atto Camera: 2039 Disegno di legge: Contenimento del consumo del suolo e riuso del suolo edificato, su camera.it.
- Progetto di legge di iniziativa popolare depositato da Legambiente Lombardia, su legambiente.org (archiviato dall'url originale l'8 agosto 2011).
- Principi fondamentali in materiale di pianificazione del territorio elaborata da un gruppo di amici di Eddyburg, su eddyburg.it.
- Bozza disegno di legge quadro in materia di valorizzazione delle aree agricole e di contenimento del consumo del suolo predisposta dal ministro Mario Catania del Ministero delle politiche agricole alimentari e forestali[28]
- https://www.reterurale.it/flex/cm/pages/ServeBLOB.php/L/IT/IDPagina/8850 Proposta di legge quadro in materia di valorizzazione delle aree agricole e di contenimento del consumo del suolo, n. 948, depositata presso la Camera dei Deputati il 16/05/2013 dall'on.Mario Catania
- http://www.salviamoilpaesaggio.it/blog/la-nostra-proposta-di-legge/ Proposta di Legge Popolare “Norme per l’arresto del consumo di suolo e per il riuso dei suoli urbanizzati“ a cura del Forum Nazionale Salviamo il Paesaggio